# 滑铁卢战役 (1970年电影)
《滑铁卢》（俄语：Ватерлоо）是一部1970年的战争史诗电影。由谢尔盖·邦达尔丘克导演，制片人是迪诺·德·劳伦蒂斯。电影主要描绘了滑铁卢战役前后的故事，并以华丽的战斗场面而闻名。 苏联和意大利合拍，拍摄场地主要位于乌克兰。
洛·斯泰格尔饰演拿破仑·波拿巴，克里斯托弗·普卢默饰演威灵顿公爵，奥森·威尔斯客串出演法王路易十八。 其他角色包括杰克·霍金斯饰演的托马斯·皮克顿将军，弗吉尼娅·麦克纳饰演的里士满公爵夫人和丹·奥赫利奇饰演的内伊元帅。
斯泰格尔和普卢默经常用画外音来做独白，以更清楚地表达拿破仑和惠灵顿的想法。 这部电影基本上采取了中立立场，并在每一方都描绘了许多领导人和士兵，而不是仅仅关注惠灵顿和拿破仑。它创造了一个几乎准确的战役时间表，同时也描绘了每一方的极端英雄主义，以及所有参与战争的军队所遭受的损失。
为了以真实数字而非特效重现战斗部分，15000名临时演员参与了战斗场景的拍摄，其震撼力无与伦比。至今，该片仍然是世上使用临时演员最多的电影。 评论家对这部电影褒贬不一。

## 剧情介绍
1814年，法国皇帝拿破仑·波拿巴被第六次反法同盟击败，只能应元帅们的要求退位。他与1,000人一起被流放到厄尔巴岛，但于不久后逃脱并返回法国。内伊元帅现在为已經復辟的法國國王路易十八世的左右手，奉命前往逮捕拿破仑，但最终他和他的军队一起加入了拿破仑的部队。波旁王朝的路易十八只得出逃。拿破仑进入巴黎，向欧洲列强宣战。
普鲁士人卡尔·弗莱赫尔·冯·米夫林打断了里士满公爵夫人的舞会，并警告威灵顿公爵拿破仑已经入侵比利时，目的是在反法联军会合之前逐一攻破。意识到拿破仑的部队夹在英國陸軍和普鲁士军队之间的惠灵顿，决定在滑铁卢阻挡拿破仑的部队。
法国人在卡特布拉与英国人打成平手，但在利尼击败了普鲁士人。陆军元帅格布哈德·冯·布吕歇尔拒绝了他的参谋长奥古斯特·冯·格奈森瑙将军关于撤退的建议，而是决定向北移动到瓦夫尔与惠灵顿的部队保持一定的联系。拿破仑对内伊放弃追击并使惠灵顿撤退到滑铁卢一带而感到愤怒，于是他命令伊曼纽尔·格鲁希元帅带领30,000名士兵前去追捕布吕歇尔并阻止普鲁士人重新与英国人会合，而他则率领他的剩余部队对抗惠灵顿的英军。
由于前一晚下起了暴风雨，拿破仑决定将进攻推迟，等待地面干燥。滑铁卢战役在上午11点30分后不久开始，法国人先用大炮向英军方阵开火。同时法军对英军的右翼胡古蒙城堡发动了步兵干扰攻击，但惠灵顿识破了拿破仑的意图。拿破仑随后指挥厄隆伯爵的步兵团攻击盟军的左翼。皮克顿将军成功挡住了法军的袭击，但自己在战斗中阵亡。威廉·庞森比指挥联盟旅和皇家苏格兰灰人旅，前去追击法国人，但他的部队因深入法军阵地腹地而与盟军的其他部队隔绝，因此庞森比的部队被拿破仑的长枪兵歼灭，庞森比本人被杀。
这时拿破仑突然意识到树林东边出现的部队是普鲁士人（布吕歇尔的军队），而不是法国人（格鲁希的军队），但他的军队对此则一无所知。随后拿破仑感到胃痛并暂时离开一线，内伊元帅接替了法军的指挥权。由于内伊急于在普鲁士军队抵达战场之前取胜，所以他将英军战线的重组误判为撤退，于是指挥法军骑兵冲锋。但法军骑兵被英军组建的步兵方阵击退，损失惨重。
拿破仑随后返回并斥责他的元帅们让内伊在没有步兵支援的情况下进攻。然而，他还是希望法军骑兵的进攻能让惠灵顿的阵线崩溃。随着拉海圣的英国据点倒塌，拿破仑派出帝国卫队准备对英军进行决定性的打击。当帝国卫队前进时，他们被梅特兰的掷弹兵卫队击退。帝国卫队被击退摧毁了法军的士气，而普鲁士人的到来使法军的失败变得不可避免。在拒绝投降后，法国帝国卫队的最后一个方阵被联军的炮火歼灭。
战斗结束后，威灵顿在战场上行走（有46,000人在战斗中丧生），幸存者将尸体按团组织起来。惠灵顿感叹胜利的代价——“除了一场失败的战斗，最悲哀的是赢得了一场战斗” （"next to a battle lost, the saddest thing is a battle won"）。
与此同时，曾宣布将与他的部下一起死去的拿破仑被他的部下带离了战场。随着拿破仑乘坐马车离开，属于他的时代结束了。